# イトーヨーカドー武蔵小金井店
イトーヨーカドー武蔵小金井店（イトーヨーカドーむさしこがねいてん）は、東京都小金井市にある総合スーパー。野村不動産の「アクウェルモール」と併設。

## 概要
株式会社イトーヨーカ堂公式PDFより。
イトーヨーカドー武蔵小金井店は、小金井市と独立行政法人都市再生機構東日本支社が進める JR中央線武蔵小金井駅南口の再開発事業で出店。武蔵小金井駅南口は、JR中央本線連続立体交差事業に関連し再開発され、駅前交通広場の整備をはじめ、近くに小金井 宮地楽器ホールも開業。

## テナント
- 主なテナントは、ガスト、スシロー、スタジオアリス、ABCマート、築地銀だこ、サーティワンアイスクリーム
- 店舗詳細については「専門店のご案内」を参照。
- 屋上：屋上駐車場
- 7階 - 5階：立体駐車場
- 4階：こども（キッズタウン）、玩具とフードコートのフロア
- 3階：文具と暮らしのフロア
- 2階：婦人ファッション、紳士ファッション、婦人・紳士肌着のフロア
- 1階：生活用品と飲食のフロア
- 地下1階：食品のフロア